# Dive Leader
Der Dive Leader (englisch für Tauchführer, oft  auch Dive Guide oder Tauch-Guide genannt) beschreibt Minimalanforderungen an eine Ausbildung und Brevetierung für erfahrene Gerätetaucher, die in der internationalen Norm ISO 24801-3 und der entsprechenden Europäischen Norm EN 14153-3 festgelegt sind. Verschiedene Tauchorganisationen bieten eine Tauchausbildung an, die die Anforderungen des Dive Leaders erfüllt. Ein Brevet (Tauchschein), das dem Dive Leader entspricht, berechtigt zum selbständigen Führen einer Gruppe von ausgebildeten Tauchern im offenen Wasser. Während viele Tauchschulen und Tauchbasen professionelle, als Dive Leader brevetierte Taucher als Tauch-Guides beschäftigen, arbeiten sie in Vereinen mehrheitlich ehrenamtlich und nebenberuflich. Die meisten Tauchorganisationen empfehlen einem Dive Leader, eine Tauchtiefe von 30 oder 40 Metern nicht zu überschreiten. Einige wenige Organisationen erlauben aber sogar 50 oder 60 Meter. Nach dem erfolgreichen Abschluss einer mit dem Dive Leader gleichwertigen Ausbildung kann das Gelernte in Spezialkursen, einer Ausbildung zum Tauchlehrer-Assistenten (nach ISO 24802-1) oder Tauchlehrer (nach ISO 24802-2), vertieft und erweitert werden.
Voraussetzung zum Beginnen einer Ausbildung zum Dive Leader ist der Abschluss einer Ausbildung als Autonomous Diver (nach ISO 24801-2) oder einer der höheren, nicht normierten Zwischenstufen. In vielen Tauchschulen sind vor Kursbeginn etwa 40 bis 100 im Logbuch dokumentierte Tauchgänge und ein aktuelles Attest einer Tauchtauglichkeitsuntersuchung bei einem Tauchmediziner vorzulegen.
Weil es sich bei den üblichen Brevetierungen für Sporttaucher nicht um amtliche Dokumente handelt, haben sie lediglich Empfehlungscharakter. Trotzdem kommen Brevets, die dem Dive Leader entsprechen, gerade für professionelle Tauchführer einem Berufsausweis gleich, der es ihnen – dank der internationalen Normierung – ermöglicht, weltweit Stellen anzunehmen. Ereignet sich in einer gemeinsam tauchenden Gruppe ein Unfall, so wird bei einer allfälligen gerichtlichen Auseinandersetzung oder von Versicherungen normalerweise das Verhalten eines Tauchers, der als Dive Leader oder äquivalent brevetiert ist, aufgrund seiner Ausbildung anders bewertet als jenes eines Tauchers mit niedrigerer Brevetierungsstufe. Deshalb kann es sinnvoll sein, dass sich ein Taucher mit einer zum Dive Leader äquivalenten Brevetierung zusätzlich versichert.

## Ausbildungen gemäß ISO24801-3
Weltweit werden jährlich etwa 1,7 Millionen Menschen gemäß ISO 24801 ausgebildet. Trotz der gemeinsamen Normierung unterscheiden sich die Tauchkurse einzelner Tauchorganisationen in Inhalt, Ausbau und Philosophie teilweise erheblich. Die Minimalanforderungen, die in der ISO-Norm definiert sind, garantieren jedoch, dass ein Taucher problemlos die Ausbildungsorganisation wechseln kann.
Die folgenden Ausbildungen erfüllen die Anforderungen des normierten Dive Leaders:

### CMAS***

Übersicht über das CMAS-Ausbildungssystem

Die CMAS *** (drei Sterne)-Ausbildung geht über die für den Autonomous Diver definierten Anforderungen hinaus. CMAS verlangt zuerst das Bestehen einer theoretischen Prüfung, bevor im Freiwasser (etwa in einem See oder Meer) geübt werden darf. Deshalb wird zuerst in üblicherweise 6 Theorie-Lektionen das grundlegende Verständnis des Tauchschülers aufgebaut. Nach dem Bestehen der theoretischen Prüfung wird danach während sechs bis zehn Lektionen im Freiwasser die Tauchpraxis erlernt, geübt und geprüft. Teil des Kurses sind mehrere Apnoe-Übungen, wie beispielsweise das Strecken- und Zeittauchen. Nach dem erfolgreichen Abschluss kann das Gelernte mit Spezialkursen oder dem CMAS TL * (Ein-Stern-Tauchlehrer) vertieft und erweitert werden. CMAS empfiehlt einem Drei-Sterne-Taucher mit einem entsprechend ausgebildeten Buddy maximal auf 40 Meter Tiefe zu tauchen. Für Drei-Sterne-Taucher im Alter zwischen 10 und 14 Jahren, wird eine maximale Tauchtiefe von 15 Meter empfohlen.
Der Schwerpunkt der CMAS ***-Ausbildung liegt auf der Tauchgruppenführung. Grundsätzlich soll der Taucher lernen, alle Übungen und Techniken der CMAS **-(zwei-Sterne)-Ausbildung unter zusätzlichem Stress und bei gleichzeitiger Führung einer Gruppe von mehreren Tauchern perfekt und für alle Beteiligten sicher zu beherrschen. Folgende Themen werden im CMAS ***-Kurs behandelt:
- Tauchmedizin
- Tauchphysik
- Rettungstechniken
- Erste Hilfe
- Notfallplan
- Tauchgangplanung und -organisation
- Umwelt- und Denkmalschutz
- Dekompressionstauchen
- Tauchgangsführung
- Leiten von Briefings
- Gruppenführung
- Planen und Sichern von Apnoetauchgängen

Um an einem CMAS ***-Kurs teilzunehmen, muss ein Taucher eine CMAS ** oder eine äquivalente Brevetierung besitzen und seit dem Abschluss der Zwei-Sterne-Ausbildung mindestens 20 im Logbuch eingetragene Tauchgänge vorweisen können. Insgesamt sollte er eine Erfahrung von mindestens 50 Tauchgängen besitzen und mindestens 16 Jahre alt sein. Für eine Brevetierung – den Abschluss der Drei-Sterne-Ausbildung – ist eine Erfahrung von 100 Tauchgängen notwendig. Ein CMAS Gold-Kurs kann ab einem Alter von 10 Jahren besucht werden. Diese Kindertauchkurse unterscheiden sich nur durch eine kindgerechte Vermittlung derselben Inhalte.
Die Tauchführerausbildungen der einzelnen CMAS-Mitgliedsorganisationen (z. B.: VDST, TSVÖ oder SUSV) können von den Regelungen und Bezeichnungen der CMAS abweichen.

### NAUI Divemaster
Der NAUI Divemaster-Kurs (DM) ist eine Tauchführerausbildung, die dem normierten Dive Leader entspricht. Diese Ausbildung soll einem Taucher das Können und Wissen vermitteln, um als Tauchführer eine Gruppe ausgebildeter Taucher sicher zu führen. Ein NAUI Divemaster sollte fähig sein, einen Tauchlehrer bei der Ausbildung zu unterstützen. Neben der Gruppenführung vermittelt der Kurs das ganze Wissen über den Tauchsport, das in den darauf aufbauenden Tauchlehrerausbildungen enthalten ist. Ausgenommen sind natürlich die in der Tauchlehrerausbildung enthalten didaktischen Themen. Die Ausbildungen umfasst etwa 20 Stunden Theorieunterricht und eine Prüfung sowie etwa 10 Freiwassertauchgänge. NAUI empfiehlt DM-Tauchern das Tauchen bis auf eine Tiefe von maximal 40 Metern. Nach erfolgreichem Abschluss der Divemaster-Ausbildung kann das Erlernte mit sogenannten Specialties oder im NAUI Assistant Instructor- oder NAUI Instructor-Kurs vertieft und erweitert werden.
Der NAUI Divemaster-Kurs beinhaltet die folgenden Themen:
- Apnoetaucher-Rettung
- Nachttauchen
- Eine Rettung leiten
- Briefings leiten
- Bei Tauchgrundkursen assistieren
- Tauchgänge organisieren
- Wissenschaftliches Tauchen
- Aufgaben und Verantwortung eines Divemasters
- Notfallplan
- Taucherrettung
- Tief- und Dekompressionstauchen
- Umweltschutz
- Tauchausrüstung

Um an einem NAUI Divemaster-Kurs teilzunehmen, muss ein Taucher eine NAUI Master Scuba Diver- und ein NAUI Scuba Rescue Diver-Brevet oder eine äquivalente Brevetierung besitzen. Total sollte er mindestens eine Erfahrung von 60 Tauchgängen haben und mindestens 18 Jahre alt sein. Ein Erste-Hilfe-Kurs mit Herz-Lungen-Wiederbelebung, (HLW) ist ebenfalls zuvor abzuschließen.

### PADI Divemaster

Übersicht über das PADI-Ausbildungssystem

Der PADI Divemaster-Kurs (DM) ist eine Tauchführerausbildung, in der ein Taucher alle in der ISO-Norm für einen Dive Leader geforderten Inhalte erlernen kann. Neben der Gruppenführung vermittelt der Kurs das ganze Wissen und praktische Können über den Tauchsport, das in den der darauf aufbauenden Tauchlehrerausbildung (Instructor Developement Course) enthalten ist. Ausgenommen sind natürlich die in der Tauchlehrerausbildung enthalten didaktischen Themen. In 12 Theorie- und diversen Praxis-Lektionen werden die Inhalte des Open-Water-Diver- und Rescue-Diver-Kurses wiederholt und vertieft sowie neue erlernt und trainiert. Ein als PADI Divemaster brevetierter Taucher darf einem Tauchlehrer bei der Ausbildung assistieren. Verfügt der Divemaster über zusätzliche Ausbildungen und Qualifizierungen, so darf er einige Kurse selbst oder unter Aufsicht unterrichten, wie z. B.: Discover Scuba Diving (DSD), Digital Underwater Photographer (DUP), Emergency First Response (EFR), Underwater Naturalist usw. PADI erlaubt Divemastern das Tauchen bis auf eine Tiefe von maximal 30 Metern. Nach erfolgreichem Abschluss kann das Gelernte mit sogenannten Specialties oder im Instructor Developement Course (IDC) vertieft und erweitert werden.
Die PADI-Divemaster-Ausbildung beinhaltet drei Hauptteile:
1. Wassertauglichkeit und Tauchfertigkeiten:
- Wassertauglichkeit und Ausdauer
- Tauchfertigkeiten in Demonstrationsqualität
- Rettungsfertigkeiten

2. Entwicklung der theoretischen Kenntnisse:
- Rolle und Charakteristika des Divemasters
- Die Supervision von Tauchaktivitäten brevetierter Taucher
- Das Assistieren bei der Ausbildung von Tauchen
- Einführung in die Tauchtheorie
- Tauchphysik
- Tauchphysiologie
- Tauchausrüstung
- Dekompressionstheorie und der RDP
- Vom Divemaster selbstständig durchführbare Ausbildungen
- Risikomanagement
- Tauchen als Geschäft
- Deine Tauchkarriere

3. Praktische Anwendung:
- Anfertigen einer Unterwasserkarte
- Vom Divemaster durchführbares Programm
- Ausbildungspraktikum, Option 1, Begleitung echter Tauchkurse
- Ausbildungssimulationen, Option 2, Rollenspiele

Voraussetzung für einen Divemaster-Kurs ist das PADI Rescue Diver-Brevetierung (RD) oder ein äquivalentes Brevet, mindestens 40 im Logbuch eingetragene Tauchgänge, ein Mindestalter von 18 Jahren und meist ein aktuelles tauchärztliches Attest. Weiter vorausgesetzt wird ein PADI Emergency First Response-Kurs oder ein vergleichbarer Erste-Hilfe-Kurs mit Herz-Lungen-Wiederbelebung (HLW), der weniger als 2 Jahre alt ist. Beim Abschluss des Kurses muss ein Taucher über mindestens 60 im Logbuch dokumentierte Tauchgänge verfügen.

### SSI Dive Guide

Übersicht über das SSI-Ausbildungssystem

Der SSI Dive Guide-Kurs (DG) ist eine Tauchführerausbildung, die zum normierten Dive Leader äquivalent ist. Die ganze Ausbildung dauert etwa 40 Stunden, in denen Tauchgänge und vorab eine theoretische Ausbildung sowie eine Prüfung enthalten sind. Der SSI Dive Guide darf ausgebildete Taucher führen und Tauchgänge planen. Er ist ebenfalls berechtigt selbstständig Schnorchelausbildungen zu unterrichten. Von SSI wird Dive Guides das Tauchen bis auf eine Tiefe von maximal 30 Metern erlaubt. Nach erfolgreichem Abschluss der Dive Guide-Ausbildung kann das Gelernte mit der SSI Divemaster-Ausbildung vertieft und erweitert werden.
Um an einem SSI Dive Guide-Kurs teilzunehmen, muss ein Taucher mindestens den SSI Advanced Open Water Diver, SSI Diver Stress & Rescue oder eine äquivalente Ausbildung abgeschlossen haben. Zusätzlich wird der Abschluss von 5 Spezial- oder einer SSI Specialty Diver-Ausbildung und 40 im Logbuch verzeichnete Tauchgänge vorausgesetzt. Das Mindestalter beträgt 18 Jahre und für eine Brevetierung als Dive Guide ist eine feste Abstellung bei einer SSI-Tauchbasis erforderlich.

### Weitere Ausbildungen
Neben den oben Erwähnten, entsprechen unter anderen die folgenden Ausbildungen dem Dive Leader nach ISO 24801-3:
| Tauchorganisation                                | Tauchorganisation | Ausbildung/Brevetierung    | Ausbildung/Brevetierung |
| ------------------------------------------------ | ----------------- | -------------------------- | ----------------------- |
| American Nitrox Divers International             | ANDI              | Divemaster                 | DM                      |
| British Sub-Aqua Club                            | BSAC              | Dive Leader                | DL                      |
| Global Underwater Explorers                      | GUE               | Recreational Diver Level 3 | Rec 3                   |
| International Association for Handicapped Divers | IAHD              | Three Star Diver           | ***                     |
| International Aquanautic Club                    | IAC               | Dive Leader                | DL                      |

## Kritik
Kritiker werfen den Tauchausbildungsorganisationen vor, dass sie zu viele mit dem Dive Leader vergleichbare Brevetierungen ausstellen, um die Gewinne der Organisationen zu optimieren. Wegen des großen Konkurrenzkampfs in der Tourismus-Branche und den vielen stellensuchenden Tauchführern seien die Verdienstmöglichkeiten für Tauchführer weltweit meist sehr dürftig. Zudem sähen sie sich bei der Stellenbewerbung vielfach in direkter Konkurrenz zu besser ausgebildeten Tauchlehrern. Vielerorts würden auch für die Aufgabe des Tauch-Guides ausschließlich Tauchlehrer angestellt.
Oftmals wird auch kritisiert, dass es möglich sei, mit nur sehr beschränkter Erfahrung als Taucher, die verantwortungsvolle Aufgabe des Tauchführers auszuüben, was die Sicherheit der geführten Taucher gefährden könne.
Die Ausbildungsorganisationen halten dem entgegen, dass nicht nur Taucher, die das Ziel verfolgen die Tätigkeit als Tauchführer oder Tauchlehrer auszuüben, von einer solchen Ausbildung profitieren. Je höher der Anteil von Tauchern mit einer besseren Ausbildung in einer Gruppe sei, desto sicherer werde das Tauchen für alle Beteiligten.